# François Beaugendre
François Beaugendre (25 de julho de 1880, Salbris -?) é um ciclista francês. Atuou profissionalmente entre os anos de 1903 e 1911.

## Premiações
- 1908: Paris-Lille
- 1910: Gênes-Nice

## Participações no Tour de France
- Tour de France 1903: 9º na classificação geral
- Tour de France 1904: abandonou na 5ª etapa; vencedor de uma etapa
- Tour de France 1906: abandonou na 8ª etapa
- Tour de France 1907: 5º na classificação geral